# 寶萊塢雙雄之戰
《寶萊塢雙雄之戰》（英語：War）是一部2019年印度印地語動作驚悚片，由雅什·拉吉影片公司出品，悉達·阿南德執導並與斯里達·倫蓋恩合作編劇，阿迪提亞·曹帕拉監製並與阿南德合作構思故事，赫利希克·羅桑及泰格·史洛夫主演。本片為YRF間諜宇宙的第三部電影，講述RAW特務兼士兵哈立德·拉赫馬尼（Khalid Rahmani，史洛夫飾演）被指派去消滅已叛變的前長官卡比爾·達利瓦爾（Kabir Dhaliwal，羅桑飾演）。
電影2018年9月以《鬥士們》（Fighters）為工作標題開始主要拍攝，2019年7月15日透過預告片宣布正式片名為《寶萊塢雙雄之戰》。該片的製作預算預估為13億盧比（1600萬美元），另外追加2億盧比（250萬美元）用於印刷品和廣告。片中歌曲由維沙爾—謝卡爾編創，桑吉特·巴爾哈拉和安吉特·巴爾哈拉則負責背景音樂。
《寶萊塢雙雄之戰》2019年10月2日於印度上映，恰逢甘地诞辰日。影評界對電影的評價褒貶不一，但整體而言肯定多於批評。《寶萊塢雙雄之戰》打破了印地語電影的所有首映日和週末票房紀錄，直到被後來的《寶萊塢之絕地特工》（2023年）超越。其最終票房達47.5億盧比，成為2019年票房最高的印度電影，在當年登上印度電影票房史上第17位。續集《寶萊塢雙雄之戰2》於2025年推出。

## 劇情
2019年，卡比爾·達利瓦爾少校殺死了新德里的資深印度研究分析室（RAW）特務V·K·奈杜，而不是執行任務去殺死伊拉克恐怖份子法里德·哈卡尼。在國防部長謝娜·帕特爾和蘇尼爾·盧特拉上校的領導下，RAW傳喚卡比爾的學生哈立德·拉赫馬尼上尉追捕他。
據透露，哈立德的父親阿卜杜勒·拉赫馬尼少校在之前的一次任務中背叛了軍隊，導致卡比爾兩處槍傷，他的搭檔身亡。卡比爾隨後因阿卜杜勒的背叛而尋找並殺死了他。卡比爾不願與哈立德合作，最終允許他加入自己的小隊；該小隊由特務索拉布、普拉泰克、穆圖和阿迪蒂組成。他們在提克里特成功執行任務，殺死哈卡尼的一批同夥。該組織成功逮捕了恐怖份子巴舍爾·哈西布，從而使他們的主要目標恐怖份子兼商人里茲萬·伊利亞西現身。小隊重新集結，目標是馬拉喀什的伊利亞西。當他們抓住對方時，伊利亞西告訴卡比爾，他在該團隊中安插了一名內姦。索拉布殺死了普拉泰克和穆圖，暴露了自己的內姦身份。哈立德追逐索拉布，卡比爾和伊利亞西的手下發生了槍戰，但卡比爾最後因中槍而昏迷。在醫院醒來後，卡比爾發現了重傷的哈立德，哈立德稱自己殺了索拉布。
回到現在，吉米·史羅夫中校被卡比爾謀殺時，哈立德幾乎要停止逮捕卡比爾的任務。卡比爾隨後在地鐵上與哈立德私下會面，並說出自己的下一個目標是科學家烏特帕爾·比斯瓦斯博士。在葡萄牙里斯本，哈立德無法阻止比斯瓦斯被卡比爾殺害。事件發生後，哈立德被RAW停職。哈立德透過先前的案件追蹤卡比爾，他得知卡比爾在六個月前執行一項秘密任務：尋找帶有密碼的政府硬碟，目標是伊利亞西的已知同夥。哈立德還了解到，卡比爾偽造了與舞者奈娜·薩尼，以便讓她監視伊利亞西以前的同事之一承包商菲羅茲。奈娜最終被菲羅茲謀殺，卡比爾推斷菲羅茲實際上是伊利亞西，對方透過瑪麗卡·辛格爾醫生的整形手術繼承了菲羅茲的身份。卡比爾和哈立德同意合作，但卡比爾的藏身處遭到攻擊；他們逃脫並到達喀拉拉邦參加阿迪蒂的婚禮，並恢復了帶有密碼的硬碟。卡比爾將硬碟交給哈立德保管。
在船屋上慶祝任務成功時，卡比爾喝下摻有河魨毒素的酒而倒下。據透露，哈立德早在馬拉喀西執行任務期間被伊利亞西槍殺；隨後，索拉布接受了辛格爾醫生的整形手術，將自己偽裝成哈立德。索拉布將卡比爾扔進河裡，然後返回北極圈與伊利亞西重聚；他們駕駛著一艘全副武裝的核動力破冰船，企圖啟動硬碟令印度衛星失效，將使印度邊界的士兵們身處險境。卡比爾隨後跳傘登上飛機，消滅了伊利亞西的民兵並與索拉布對峙。卡比爾向索拉布透露，哈立德因童年遭受霸凌事件而導致右眼視力喪失，並因宗教信仰而拒絕飲酒，索拉布不知情上述的特點，導致提早被卡比爾發現。卡比爾從阿迪蒂那獲得了解毒劑，並在硬碟中插入了一枚追蹤器，並將其交給了索拉布妥善保管。破冰船發射了導彈，但座標已透過硬碟被設定成船隻本身。索拉布射殺了伊利亞西，並駕車從船上逃到了一座廢棄的教堂，而整艘船則被折返回來的導彈炸毀。卡比爾和索拉布之間的殘酷對決最終達到高潮之時，卡比爾弄垮了教堂的圓頂，令其壓死了索拉布。
哈立德因其犧牲而被追授印度总理的嘉獎，他的母親納菲莎代表他領獎。卡比爾仍被官方認定為叛徒，並收養了奈娜的女兒露希。與盧特拉交談後，卡比爾同意執行一項殺死哈卡尼的秘密任務。隨後，卡比爾和露希一起在澳洲雪梨邦代海灘衝浪，實現了奈娜與露希一起衝浪的願望。

## 演員
- 赫利希克·羅桑飾演卡比爾·達利瓦爾少校（英语：Indian Army ranks and insignia）：叛變的RAW特務，哈立德的前長官兼導師。
- 泰格·史洛夫飾演：
  - 哈立德·拉赫馬尼中尉（Lieutenant Khalid Rahmani，之後升為上尉）：卡比爾的隊友，起初因叛變的父親而被卡比爾針對。
  - 索拉布·帕蒂爾上尉（Captain Saurabh Patil）：卡比爾的隊友，實為伊利亞西的間諜。
    - 亞許·拉伊·辛格（Yash Raaj Singh）飾演整容前的索拉布·帕蒂爾上尉
- 凡妮·卡浦爾飾演奈娜·薩尼（Naina Sahni）：舞者，卡比爾的女友兼露希的母親。
- 阿舒托史·拉納（英语：Ashutosh Rana）飾演蘇尼爾·盧特拉上校（英语：Colonel (India)）：卡比爾小隊的上司。
- 艾努普瑞雅·葛印卡（英语：Anupriya Goenka）飾演阿迪蒂·納赫塔上尉（Captain Aditi Nahta）：卡比爾的隊友。
- 迪潘妮塔·夏馬（英语：Dipannita Sharma）飾演瑪麗卡·辛格爾醫生（Dr. Mallika Singhal）：瑞士苏黎世整形外科醫生。
- 馬什胡爾·阿姆羅希（Mashhoor Amrohi）飾演承包商菲茲羅／里茲萬·伊利亞西（Firoze Contractor / Rizwan Ilyasi）：恐怖份子兼商人，卡比爾小隊的目標；整容後使用「承包商菲茲羅」的身份行動。
  - 桑吉夫·瓦薩（Sanjeev Vatsa）飾演整容前的里茲萬·伊利亞西
    - 里沙布·舒克拉（英语：Rishabh Shukla）配音整容前的里茲萬·伊利亞西
- 索尼·拉茲丹（英语：Soni Razdan）飾演納菲莎·拉赫馬尼（Nafeesa Rahmani）：哈立德之母。
- 阿里夫·扎卡里亞（英语：Arif Zakaria）飾演烏特帕爾·比斯瓦斯博士（Dr. Utpal Biswas）：葡萄牙太空局（英语：Portugal Space）科學家，前ISRO成員。
- 莫希特·考漢（英语：Mohit Chauhan (actor)）飾演V·K·奈杜（V. K. Naidu）：退休的RAW特務。
- 斯瓦魯帕·戈什（Swaroopa Ghosh）飾演國防部長（英语：Minister of Defence (India)）謝娜·帕特爾（Sherna Patel）：盧特拉的上司。
- 迪西塔·塞加爾（Dishita Sehgal）飾演露希（Ruhi）：奈娜的女兒。
- 伊姆蘭·艾哈邁德（Imran Ahamed）飾演賽尼（Saini）：RAW特務。
- 傑西·雷維爾（Jessey Lever）飾演穆圖上尉（Captain Muthu）：卡比爾的隊友。
- 拉維·阿瓦納（Ravi Awana）飾演巴舍爾·哈西布（Basheer Hassib）：ISIS恐怖份子。
  - 馬諾吉·潘迪（英语：Manoj Pandey (actor)）配音巴舍爾·哈西布
- 阿尼爾·霍普卡爾（Anil Khopkar）飾演印度总理

## 發行
《寶萊塢雙雄之戰》2019年10月2日於印度上映，恰逢甘地诞辰日。

## 外部連結
- 官方网站
- 互联网电影数据库（IMDb）上《寶萊塢雙雄之戰》的资料（英文）
- 《寶萊塢雙雄之戰》的Bollywood Hungama頁面
- 爛番茄上《寶萊塢雙雄之戰》的資料（英文）